# Бинтепе
Бинтепе (Бин-Тепе, тур. Bintepe — «Тысяча холмов»), также Бинбиртепе (Бин-Бир-Тепе, тур. Binbirtepe — «Тысяча и один холм») — один из крупнейших некрополей в мире, расположенный в Малой Азии, в плодородной долине Герма (ныне Гедиз), южнее Гигейского (Гигесова) озера (ныне Мармара), в современной Турции. Всего в могильнике насчитывают около 115 курганов — тумулусов, которые занимают площадь около 74 км², что больше комплекса пирамид Гизы. В 1940-х годах курганов было не менее 149, но многие из них были разрушены сельским хозяйством. Тесно связан с Сардами. Несколько самых крупных курганов связаны с лидийскими царями VI века до н. э. Грандиозные сооружения Бинтепе иногда называют «пирамидами Малой Азии», сравнивают также с восточными гробницами династии Цин. Самый большой курган Коджа-Мутаф-Тепе (Koca Mutaf Tepe, высота 63 м, диаметр основания 355 м) обычно отождествляют с «могильным памятником Алиатта», упоминаемым ещё Геродотом. Царь Лидии Алиатт, отец Крёза царствовал в 617—560 гг. до н. э. Этот курган является одним из крупнейших в мире. Многие более мелкие курганы в Бинтепе относятся к ахеменидскому периоду.
Согласно Геродоту:
Есть, правда, в Лидии одно сооружение, далеко превосходящее величиной все другие (помимо построек египтян и вавилонян). Это — могильный памятник Алиатта, отца Креза. Его основание состоит из огромных каменных плит, остальная же часть памятника — земляной курган. Рыночные торговцы, ремесленники и девушки, «занимающиеся своим ремеслом на дому», соорудили этот памятник. На верху памятника помещены каменные плиты числом пять, существующие и поныне, с высеченными на них надписями, [гласящими], какая часть работы выполнена каждым из этих разрядов людей. При измерении оказалось, что бoльшая часть работы произведена девушками. Молодые девушки у лидийцев все занимаются развратом, зарабатывая себе приданое. Делают же они это, пока не выйдут замуж, причем сами же выбирают себе мужа. Объем кургана составляет 6 стадий и 2 плефра, диаметр же 13 плефров. К кургану примыкает большое озеро, которое, по словам лидийцев, никогда не высыхает. Называется оно Гигесовым. Таково это замечательное сооружение.
Ещё до Геродота эти курганы описал поэт Гиппонакт (VI век до н. э.):
Пересеки Лидию, пройди мимо могилы Алиатта, монумента Гигеса, и великого города, и стелы, минуй гробницу великого царя Тоса, двигаясь на заход солнца.
Оригинальный текст (др.-греч.)†τέαρε[.....]δεύειε† τὴν ἐπὶ Σμύρνης ἰθὶ διὰ Λυδῶν παρὰ τὸν Ἀττάλεω τύμβον καὶ σῆμα Γύγεω καὶ †μεγάστρυ† στήλην καὶ μνῆμα Τωτος Μυτάλιδι πάλμυδος, πρὸς ἥλιον δύνοντα γαστέρα τρέψας.
Курган Алиатта по оценкам Теомана Ялчинкая (Teoman Yalçınkaya) содержит 785 000 м³ камней и грунта. Его можно построить за два с половиной года с помощью рабочей силы около 2400 человек и 600 тягловых животных. Подпорная стена (крепида) «из огромных каменных плит» не сохранилась.
Второй по величине курган Карныярык-Тепе (Karnıyarık Tepe, высота 53 м, диаметр основания 230 м) исследован с 1962 года американской экспедицией Георга Ханфмана. Уникальной особенностью кургана Карныярык-Тепе является то, что недостроенная крепида находится внутри кургана. Крепида обычно сооружается вокруг кургана, что предотвращало осыпание земли. Вероятно, крепида принадлежала более раннему кургану меньшего размера, диаметром около 85 м. Между 1964 и 1966 годами экспедицией Георга Ханфмана было открыто около одной трети крепиды. Ранее археологи отождествляли Карныярык-Тепе с усыпальницей знаменитого лидийского царя Гигеса. На ряде камней крепиды высечены знаки, которые Ханфман прочитал (вероятно, неправильно) как имя этого лидийского царя, павшего в битве с киммерийцами. Однако керамика из заполнения кургана предполагает, что курган датируется не ранее 600 года до н. э. Поскольку Гигес умер примерно в 644 году до н. э., это не может быть его могила. Между 600 и 547 годами до н. э., когда Лидию покорил Кир II Великий, было всего два царя: Алиатт и Крёз.
Третий по величине курган Кыр-Мутаф-Тепе (Kır Mutaf Tepe), основываясь на отрывке Гиппонакта, считают могилой Ардиса или Тоса.
Камера тумулуса Алиатта, уже разграбленная в древности, раскопана в XIX веке прусским генеральным консулом в Смирне Шпигельталем (Ludwig Peter Spiegelthal, 1823–1900). В 1958 году раскопки в Бинтепе и Сардах продолжила американская экспедиция Гарвардского и Корнеллского университетов под руководством Георга Ханфмана. С тех пор раскопки продолжаются до настоящего времени. В настоящее время раскопками руководит профессор Николас Кэхилл (Nicholas D. Cahill) из Висконсинского университета в Мадисоне.
Помимо известных курганов Бинтепе содержит памятник среднего палеолита, поселения и кладбища эпохи энеолита и бронзового века, несколько поселений лидийского, эллинистического, римского, позднесредневекового и османского периодов. В 2013 году некрополь представлен в предварительный список объектов всемирного наследия ЮНЕСКО в Турции.
Некрополь, наиболее непосредственно сопоставимый с Бинтепе, находится в Гордионе в центральной Турции, где насчитывается примерно такое же количество курганов, хотя они сосредоточены на меньшей площади. Курганы Гордиона немного старше, а самый большой из них немного меньше, чем самый большой в Бинтепе курган Алиатта. Камеры сделаны из дерева, а камеры лидийских курганов обычно построены из тесаных каменных блоков. Некоторые из камер Гордиона раскопаны неразграбленными, в то время как очень немногие лидийские гробницы раскопаны неразграблеными. Знаменитый этрусский некрополь в Черветери в Италии меньше по размерам, и благодаря гораздо более длительной и интенсивной истории исследований было открыто намного больше его курганов; таким образом, он гораздо более известен, чем Бинтепе. Поскольку в древности считалось, что лидийцы были предками этрусков, между этими двумя местами существует интересная культурная связь. Менее многочисленные группы более мелких курганов разбросаны по Турции от Троады до Немруд-Дага. Курганы Бинтепе похожи на курганы в Македонии, Фракии, в Центральной и Восточной Европе, Средней Азии, Корее и на кофуны в Японии. Но по своей широкой протяженности и огромному размеру курганов Бинтепе не имеет себе равных.